# Niki Lauda
Andreas Nikolaus "Niki" Lauda (22 tháng 2 năm 1949 – 20 tháng 5 năm 2019) là một cố tay đua Công thức 1 người Áo và doanh nhân hàng không. Ông là nhà vô địch Công thức 1 vào các năm 1975, 1977 và 1984. Ông đồng thời là tay đua duy nhất trong lịch sử Công thức 1 giành chức vô địch cho cả Ferrari và McLaren, hai đội đua thành công nhất Công thức 1.
Ngoài ra, ông là một doanh nhân hàng không và đã thành lập và điều hành hãng hàng không Lauda Air. Ông cũng từng là cố vấn cho Scuderia Ferrari và quản lý đội đua Jaguar trong hai năm. Sau đó, ông là chuyên gia cho đài truyền hình Đức tại các chặng đua Công thức 1 vào ngày cuối tuần và đóng vai trò là chủ tịch không điều hành của Mercedes-AMG Petronas Motorsport với quyền sở hữu 10%.
Lauda nổi lên với tư cách là siêu sao Công thức 1 sau khi giành được chức vô địch năm 1975 và dẫn đầu bảng xếp hạng vào năm 1976. Lauda bị thương nặng trong một vụ va chạm tại giải đua ô tô Công thức 1 Đức 1976 ở trường đua Nürburgring. Trong vụ va chạm đó, chiếc Ferrari 312T2 của ông bốc cháy và khiến ông suýt chết sau khi hít phải khói độc nóng và bị bỏng nặng. Mặc dù vậy, ông đã sống sót và hồi phục để tham gia giải đua ô tô Công thức 1 Ý sáu tuần sau đó. Mặc dù đánh rơi danh hiệu năm đó vì chỉ một điểm sau James Hunt, ông đã giành chức vô địch thứ hai vào năm sau. Sau một vài năm ở Brabham và hai năm gián đoạn, Lauda trở lại và đua bốn mùa giải liên tiếp cho McLaren từ năm 1982 đến năm 1985, trong đó ông đã giành được chức vô địch thứ ba của mình năm 1984.

## Đầu đời
Niki Lauda là con trai của ông Ernst-Peter và bà Elisabeth Lauda và là cháu trai của người sở hữu nhà máy Hans Lauda. Cả cha và ông nội của ông đều là những doanh nhân có ảnh hưởng và do đó Lauda lớn lên trong gia đình giàu có và theo học trường trung học tư thục ở Bad Aussee. Ở tuổi 15, ông đã mua chiếc ô tô đầu tiên của mình, chiếc Volkswagen Beetle. Nó được sản xuất vào năm 1949 và ông đã làm "mọi điều vô nghĩa có thể tưởng tượng được" với chiếc xe này và nó đã khiến ông tiêu nhiều tiền hơn số tiền tiêu vặt cho phép. Đó là lý do tại sao ông làm tài xế xe tải trong những ngày nghỉ. Gia đình của ông phản đối tham vọng đua xe thể thao của ông và Lauda đã kiên quyết hoàn toàn không thích họ nữa. Do đó, ông đã sử dụng tên tuổi nổi tiếng của mình ở Áo để vay các khoản vay từ nhiều ngân hàng khác nhau và sau đó sử dụng số tiền này để tài trợ cho việc tham gia Công thức 1.

## Đời tư
Lauda có hai con trai với người vợ đầu tiên, Marlene Knaus, người Chile gốc Áo (kết hôn năm 1976, ly hôn năm 1991): Mathias, một tay đua chuyên nghiệp và Lukas, người quản lý của Mathias. Năm 2008, ông kết hôn với Birgit Wetzinger, tiếp viên hàng không của hãng hàng không Lauda Air của ông. Năm 2005, bà đã hiến tặng một quả thận cho Lauda sau khi quả thận mà ông nhận được từ anh trai mình vào năm 1997 bị hỏng. Tháng 9 năm 2009, cặp anh chị em sinh đôi Max và Mia đã được sinh ra.
Vào ngày 2 tháng 8 năm 2018, có thông báo rằng Lauda đã trải qua ca phẫu thuật ghép phổi thành công ở quê nhà.
Lauda nói thông thạo tiếng Đức Áo, tiếng Anh và tiếng Ý.
Lauda xuất thân từ một gia đình Công giáo. Trong một cuộc phỏng vấn với tờ báo Die Zeit, ông đã rời đạo Công giáo trong một khoảng thời gian để tránh nộp thuế nhà thờ nhưng đã quay trở lại sau khi cho hai đứa con của mình được rửa tội.

### Qua đời
Vào ngày 20 tháng 5 năm 2019, Lauda qua đời ở tuổi 70 tại Bệnh viện Đại học Zürich nơi ông đang được điều trị lọc máu vì các vấn đề về thận sau một thời gian ốm yếu, một phần là do vết thương phổi của ông từ giải đua ô tô Công thức 1 Đức 1976. Gia đình ông báo cáo rằng ông đã qua đời một cách thanh thản và được bao bọc bởi các thành viên trong gia đình. Nhiều tay đua và đội đua hiện tại và trước đây đã bày tỏ lòng kính trọng trên mạng xã hội và trong buổi họp báo vào thứ Tư trước thềm giải đua ô tô Công thức 1 Monaco 2019. Một khoảnh khắc im lặng đã được tổ chức trước cuộc đua. Trong suốt cuối tuần, người hâm mộ và các tay đua được khuyến khích đội mũ lưỡi trai màu đỏ để vinh danh ông, với đội Mercedes đã đổi màu sơn của chiếc xe của đội với màu đỏ bằng nhãn dán ghi "Niki, chúng tôi nhớ bạn" thay vì màu xám bạc thông thường của họ.
Đám tang của ông diễn ra tại nhà thờ Thánh Stêphanô ở Viên và lễ này có sự tham dự của nhiều nhân vật nổi tiếng trong và ngoài Công thức 1, bao gồm Gerhard Berger, Jackie Stewart, Alain Prost, Nelson Piquet, Jean Alesi, Sebastian Vettel, Lewis Hamilton, David Coulthard, Nico Rosberg, Valtteri Bottas, René Binder, Hans Binder, René Rast, Arnold Schwarzenegger và nhiều chính trị gia người Áo trong đó có tổng thống Áo hiện giờ Alexander Van der Bellen. Lauda yêu cầu được chôn cất khi mặc bộ đồ đua của Scuderia Ferrari từ năm 19741977. Để tưởng nhớ ông, Lewis Hamilton và Sebastian Vettel đều đội mũ bảo hiểm đặc biệt tại giải đua ô tô Công thức 1 Monaco 2019.